# Marko Dmitrović
Marko Dmitrović (* 24. ledna 1992) je srbský profesionální fotbalista, který v současnosti hraje za španělský klub Sevilla FC na pozici brankáře. Dříve hrál také za srbský národní tým.

## Klubová kariéra

### CZ Bělehrad
Dmitrović se narodil v Subotici a byl odchovancem klubu CZ Bělehrad, kde byl v roce 2010 povýšen do prvního týmu.

### Újpest
Dne 3. září 2013 přestoupil do maďarského klubu Újpest FC. Svůj profesionální debut si odbyl 1. března 2014, kdy nastoupil při venkovní prohře 3:2 s Budapest Honvéd FC. Sezónu zakončil s 12 zápasy, když se jeho tým těsně vyhnul sestupu.

### Charlton Athletic
Dne 6. ledna 2015 podepsal Dmitrović 18měsíční smlouvu s Charlton Athletic za nezveřejněnou částku. Za klub debutoval 24. ledna, kdy nastoupil při venkovní remíze 0:0 s Wolverhamptonem Wanderers.

### Alcorcón
Dne 27. července 2015 odešel na roční hostování do španělské Segunda División do týmu AD Alcorcón. Dne 7. července následujícího roku, poté, co byl pravidelným hráčem základní sestavy, podepsal trvalou tříletou smlouvu s klubem.

### Eibar
Dne 23. června 2017 podepsal Dmitrović čtyřletou smlouvu s SD Eibar. V lize debutoval 21. srpna při výhře 1:0 nad Málagou. V květnu 2018 byl Dmitrović zvolen nejlepším hráčem Eibaru za sezónu 2017/18. Dne 21. ledna 2021 vstřelil jediný gól své kariéry z penalty při porážce 2:1 s Atléticem Madrid.

### Sevilla
Dne 4. července 2021 byl Dmitrović oznámen jako nový hráč Sevilla FC s platností smlouvy do roku 2025.
Dne 23. února 2023 byl Dmitrović napaden útočníkem na hřišti, když Sevilla hrála na hřišti PSV Eindhoven v Evropské lize. Útočník měl už od Královské nizozemské fotbalové asociace zákaz vstupu na všechny stadiony do roku 2026, ale na Philips Stadion vstoupil pomocí vstupenky kamaráda. Muž byl uvězněn na tři měsíce do vězení a dostal trest zákazu vstupu na stadion 40 let a na dva roky do jeho okolí.

## Reprezentační kariéra
V srpnu 2016 byl Dmitrović nominován do srbského týmu pro kvalifikaci na Mistrovství světa ve fotbale 2018 proti Irsku. Debutoval 14. listopadu 2017 v přátelském utkání proti Jižní Koreji.
V červnu 2018 byl vybrán do srbského týmu pro Mistrovství světa ve fotbale 2018 v Rusku, kde byl nevyužitým náhradníkem Vladimira Stojkoviće.
V listopadu 2022 byl vybrán do srbského týmu pro Mistrovství světa ve fotbale 2022 v Kataru, ale na tomto turnaji se také neobjevil, protože brankářskou jedničkou byl Vanja Milinković-Savić.

## Statistiky

### Klubové
Platí k zápasu hranému 21. ledna 2024.
| Klub              | Sezóna            | Liga                | Liga   | Liga | Národní pohár | Národní pohár | Ligový pohár | Ligový pohár | Kontinentální | Kontinentální | Celkově | Celkově |
| Klub              | Sezóna            | Soutěž              | Zápasy | Góly | Zápasy        | Góly          | Zápasy       | Góly         | Zápasy        | Góly          | Zápasy  | Góly    |
| ----------------- | ----------------- | ------------------- | ------ | ---- | ------------- | ------------- | ------------ | ------------ | ------------- | ------------- | ------- | ------- |
| Újpest            | 2013/14           | Nemzeti bajnokság I | 12     | 0    | 1             | 0             | 0            | 0            | —             | —             | 13      | 0       |
| Újpest            | 2014/15           | Nemzeti bajnokság I | 0      | 0    | 1             | 0             | 4            | 0            | —             | —             | 5       | 0       |
| Újpest            | Celkově           | Celkově             | 12     | 0    | 2             | 0             | 4            | 0            | —             | —             | 18      | 0       |
| Charlton Athletic | 2014/15           | EFL Championship    | 5      | 0    | 0             | 0             | 0            | 0            | —             | —             | 5       | 0       |
| Charlton Athletic | 2015/16           | EFL Championship    | 0      | 0    | 0             | 0             | 0            | 0            | —             | —             | 0       | 0       |
| Charlton Athletic | Celkově           | Celkově             | 5      | 0    | 0             | 0             | 0            | 0            | —             | —             | 5       | 0       |
| Alcorcón          | 2015/16           | Segunda División    | 38     | 0    | 0             | 0             | —            | —            | —             | —             | 38      | 0       |
| Alcorcón          | 2016/17           | Segunda División    | 41     | 0    | 1             | 0             | —            | —            | —             | —             | 42      | 0       |
| Alcorcón          | Celkově           | Celkově             | 79     | 0    | 1             | 0             | —            | —            | —             | —             | 80      | 0       |
| Eibar             | 2017/18           | La Liga             | 36     | 0    | 1             | 0             | —            | —            | —             | —             | 37      | 0       |
| Eibar             | 2018/19           | La Liga             | 24     | 0    | 0             | 0             | —            | —            | —             | —             | 24      | 0       |
| Eibar             | 2019/20           | La Liga             | 35     | 0    | 0             | 0             | —            | —            | —             | —             | 24      | 0       |
| Eibar             | 2020/21           | La Liga             | 35     | 1    | 0             | 0             | —            | —            | —             | —             | 35      | 1       |
| Eibar             | Celkově           | Celkově             | 130    | 1    | 1             | 0             | —            | —            | —             | —             | 131     | 1       |
| Sevilla           | 2021/22           | La Liga             | 6      | 0    | 3             | 0             | —            | —            | 0             | 0             | 9       | 0       |
| Sevilla           | 2022/23           | La Liga             | 15     | 0    | 5             | 0             | —            | —            | 5             | 0             | 25      | 0       |
| Sevilla           | 2023/24           | La Liga             | 13     | 0    | 2             | 0             | —            | —            | 4             | 0             | 19      | 0       |
| Sevilla           | Celkově           | Celkově             | 34     | 0    | 10            | 0             | —            | —            | 9             | 0             | 53      | 0       |
| Celkově v kariéře | Celkově v kariéře | Celkově v kariéře   | 260    | 1    | 14            | 0             | 4            | 0            | 9             | 0             | 287     | 1       |

### Reprezentační
Platí k zápasu hranému 9. června 2022.
| Národní tým | Rok     | Zápasy | Góly |
| ----------- | ------- | ------ | ---- |
| Srbsko      | 2017    | 1      | 0    |
| Srbsko      | 2018    | 4      | 0    |
| Srbsko      | 2019    | 8      | 0    |
| Srbsko      | 2020    | 3      | 0    |
| Srbsko      | 2021    | 2      | 0    |
| Srbsko      | 2022    | 1      | 0    |
| Celkově     | Celkově | 19     | 0    |

## Úspěchy
Újpest
- Magyar Kupa: 2013/14

Sevilla
- Evropská liga UEFA: 2022/23
- 2. místo v Superpoháru UEFA: 2023
- UEFA-CONMEBOL Club Challenge: 2023